# Copelatus baoulicus
Copelatus baoulicus är en skalbaggsart som beskrevs av Bilardo och Pederzani 1978. Copelatus baoulicus ingår i släktet Copelatus och familjen dykare. Inga underarter finns listade i Catalogue of Life.